# Дракула повстав з могили
Дракула повстав з могили (англ. Dracula Has Risen from the Grave) — англійський фільм жахів 1968 року.

## Сюжет
Минув рік, як Дракула потонув у гірській річці. Проте жителі маленького села, включаючи священика, досі відчувають страх, живучи під зловісною тінню графського замку. З міста приїжджає монсеньйор Мюллер, який бажає остаточно повернути спокій в душі людей. Він знаходить замок Дракули і замикає двері священним розп'яттям. Але, завдяки випадку, священик падає, і його кров пробуджує до життя Дракулу, який лежав під льодом. Тепер Дракула мріє помститися — перетворити в упиря улюблену племінницю монсеньйора. Мимовільним противником графа стає наречений дівчини, який не вірить в бога.

## У ролях
| Актор               | Роль                    |
| ------------------- | ----------------------- |
| Крістофер Лі        | Дракула                 |
| Руперт Девіс        | монсеньйор Ернст Мюллер |
| Вероніка Карлсон    | Марія Мюллер            |
| Барбара Юінг        | Зена                    |
| Баррі Ендрюс        | Пол                     |
| Еван Хупер          | священик                |
| Маріон Меті         | Анна Мюллер             |
| Майкл Ріппер        | Макс                    |
| Джон Д. Коллінз     | студент                 |
| Джордж А. Купер     | орендодавець            |
| Крістофер Каннінгем | фермер                  |
| Норман Бейкон       | німий хлопчик           |